# 고성 화암사
고성 화암사(高城 禾岩寺)는 대한민국 강원특별자치도 고성군 토성면에 있는, 신라 혜공왕 때 진표율사가 화암사(華巖寺)라는 이름으로 세운 절이다. 1990년 9월 7일 강원도의 문화재자료 제114호로 지정되었다.

## 개요
신라 혜공왕 때 진표율사가 화암사(華巖寺)라는 이름으로 세운 절이다.
조선 인조 1년(1623)에 소실되었다가 인조 3년(1625)에 고쳐 짓는 등 여러 차례 소실과 재건을 반복하였다. 고종 1년(1864)에는 지금 있는 자리인 수바위 밑에 옮겨 짓고 이름도 수암사(穗岩寺)라 하였다가 1912년에 다시 화암사(禾岩寺)로 이름을 바꾸었다. 한국전쟁 때 다시 한 번 불에 타 훗날 법당만 다시 지었다. 1991년 세계 잼버리대회 준비를 위해 기존 건물을 철거하고 새로 지어 오늘에 이르고 있다.
현존하는 건물로는 일주문, 대웅전, 삼성각, 명부전, 요사채 등이 있으며, 조선 후기에 만들어진 것으로 보이는 부도군(浮屠群)과 일부 계단석이 남아 있다.

## 참고 자료
- 고성화암사 - 국가유산청 국가유산포털